# Siarnaq (satélite)
Siarnaq, também conhecido como Saturno XXIX, é um satélite natural prógrado de Saturno. Foi descoberto por Brett J. Gladman, et al. em 2000, e recebeu a designação provisória S/2000 S 3. Foi nomeado em agosto de 2003 a partir de Sedna (também conhecido como Siarnaq).
Siarnaq tem cerca de 40 km de diâmetro, sendo assim o maior membro do grupo Inuíte de satélites. Orbita Saturno a uma distância média de 18 015 400 km em 896,44 dias, com uma inclinação de 44,507° e uma de excentricidade de 0,4052.
Siarnaq apresenta cores vermelho-claras e seu espectro infravermelho é similar ao de Paaliaq e Kiviuq, o que pode significar origem comum na quebra de um corpo maior.
Siarnaq está uma ressonância secular com Saturno, que envolve a precessão de seu periastro e do planeta.